# Deutsche Dupuytren-Gesellschaft
Die Deutsche Dupuytren-Gesellschaft e. V. (DDG) ist ein gemeinnütziger Verein mit Sitz in Übersee (Chiemgau). Die Deutsche Dupuytren-Gesellschaft ist ein Zusammenschluss von Ärzten und Patienten mit dem Ziel, über die Krankheiten Morbus Dupuytren und Morbus Ledderhose aufzuklären, erprobte und neue Therapiemöglichkeiten zu beschreiben, aber auch deren mögliche Nebenwirkungen und die wissenschaftliche Erforschung dieser Krankheiten bezüglich Ursachen, Früherkennung, Prävention und Therapie zu unterstützen. Es wird nicht eine spezielle Behandlung beschrieben oder hervorgehoben, sondern ein möglichst vollständiges Bild der wissenschaftlich begründeten Behandlungsmöglichkeiten angestrebt. Die beschriebenen Behandlungsmethoden sind evidenzbasiert, interessante Einzelfälle und -erfolge werden aber auch erwähnt. Die Deutsche Dupuytren-Gesellschaft wurde Ende 2011 als Nachfolgeorganisation des Dupuytren e. V. gegründet. Mitglieder der DDG können ausschließlich Privatpersonen und juristische Personen werden, aber keine Firmen.
Die Deutsche Dupuytren-Gesellschaft betreibt die Website www.dupuytren-online.de mit Informationen über Ursachen und Verbreitung der Krankheiten, ob Arbeitsbedingungen oder Hobbys Auslöser sein können, wann welche Therapien geeignet sind und Informationen zu Konferenzen und Veranstaltungen. Die Website bietet auch ein Patientenforum für Fragen und den Austausch von Erfahrungen. Die Deutsche Dupuytren-Gesellschaft unterstützt und organisiert lokale Selbsthilfegruppen.
Die DDG unterstützt die Forderung alle medizinischen Studien vor ihrem Beginn verpflichtend zu registrieren und alle Ergebnisse verpflichtend zu veröffentlichen (AllTrials).
Die DDG ist unabhängig. Sie wird finanziert durch Spenden, Mitgliedsbeiträge und Zuschüsse der Gesetzlichen Krankenkassen im Rahmen der Selbsthilfeförderung, nicht aber durch Zuwendungen von Pharma- und Medizinfirmen oder Medizinischen Institutionen.
Die Deutsche Dupuytren-Gesellschaft ist Mitglied der International Dupuytren Society.